# Сегуей
Сегуей (на английски: Segway) или сегуей ПТ (Segway PT) е двуколесно самобалансиращо се превозно средство, използващо литиеви батерии за захранване, изобретено от Дийн Кеймън (на англ. Dean Kamen). Името Segway произлиза от думата Segue, означаваща плавен преход, а PT е съкращение от „личен транспорт“.
В основата на Segway са компютри, сензори и електродвигатели. Те го държат изправен, когато балансът е включен. Управляващият командва сегуей да върви напред или назад чрез пренасочване на теглото си напред или назад на платформата за стоене. Сегуей използва жироскопични сензори и акселерометър. Чрез тях се откриват промени в ъгъла на наклона, чрез който, за да се поддържа баланс, той движи своите колела напред или назад, колкото е необходимо, за да се върне към изправено положение. В процеса на каране водачът поддържа желаната скорост чрез модулиране на наклона и пренасяне на теглото си напред или назад. За да завие, водачът измества кормилото наляво или надясно. Сегуей реагира чрез регулиране на скоростите на колелата в противоположни посоки, ако не се движи напред или назад, завива на място. Може да достигне скорост до 20 km/h.

## Ранна история
Segway PT е известен с имената „Ginger“ и IT, преди да бъде открит. Ginger е първият продукт, който използва балансиращата технология на Кеймън. Изработването, развитието и финансирането на Segway е предмет на книгата „Кодово име Джинджер“ („Преоткриването на колелото“) от журналиста Стив Кемпер.
Продуктът е представен за първи път на 3 декември 2001 г. в Брант Парк в квартал Манхатън, Ню Йорк, по време на сутрешното шоу Добро утро, Америка на ABC News.
Патентът за Segway е заявен през юни 1999 г. и е одобрен през октомври 2001 г. (САЩ # 6 302 230).

## Технологии
Динамиката на Segway PT е сходна с класическия проблем за контрола на обърнатото махалото. Сегуей има електрически двигатели, задвижвани от Valence Technology и фосфат-базирани литиево-йонни батерии, които могат да се зареждат от електричество. Сегуей балансира с помощта на 2 компютъра, които работят със собствен софтуер, 2 сензора за наклон и 5 жироскопични сензора, разработени от центъра Advanced Technology Centre на BAE Systems. Сервозадвижвани мотори въртят колелата напред или назад, колкото е необходимо за баланс или задвижване. Според рекламите изобретението работи по същия начин, по който действа мозъкът. Но вместо да обработва информацията от средното ухо, очите, мускулите и кожата, Сегуей има мощен микропроцесор, който обработва информацията, постъпваща от жироскопичните сензори за наклон и електродвигателят. Работейки в синхрон тези системи усещат центъра на тежестта и могат мигновено да обработят информацията, която идва и правят по сто настройки в секунда. Така Сегуей балансира независимо дали човек се движи, носи тежък товар, маневрира в малко пространство или просто стои прав.

## Ползване
В много градове по света се предлагат турове със Сегуей, защото е удобен начин туристите да обикалят забележителностите, без да се изморяват. Тъй като не отделя никакви емисии, той може да се използва и в закрити пространства – например в складове, полицейски служби, молове и др., за по-лесно придвижване на служителите. Това е подходящо средство за изминаване на по-дълги разстояния и за хора с травми или на възраст, което не им позволява продължителни преходи.
Електрическият транспортер се продава в три варианта. Първите две серии са „i“ и „p“.P серията е по-компактна и лека, като широчината на основата съвпада с широчината на раменете на възрастен човек. Замисълът ѝ е лесно да се управлява в среда, пълна с пешеходци, и едновременно с това лесно да се сгъва и да се качва в друго превозно средство. Може да бъде каран и на пътя между колите. Този модел е снабден и със специално устройство, което позволява да премествате на тротинетката нагоре и надолу по стълби. Сгъната, тя може да се побере в багажника на среден клас кола.
„i“-серията е снабдена със специални гуми и устройства, позволяващи на този модел да бъде каран по неравни или мокри терени.
Третия модел производителят нарича XT. Разликата му от другите се състои в това, че този модел е снабден с по-устойчиви гуми и с 2 багажника, разположени от двете страни на кормилото. Неговата основа е и по-голяма, което улеснява паркирането на тротинетката.
Въпреки масовото му разпространение търсенето му все още превишава предлагането и Сегуей трябва да се поръчва, като срокът за доставка може да е от две седмици до месец. Цените за щатския пазар са средно високи. „i“ моделът например струва 4495 долара, по-лекият „p“ модел е 3995 долара, а най-скъпият XT вариант струва 5500 долара.

## Продажби
През 2003 компанията е продала 6000 бройки, а до септември 2006 приблизително 23 500 са продадени, но част от тях са върнати поради проблем със софтуера. През март 2009 компанията заяви, че е продала повече от 50 000 бройки.